# Macedonianismo
El macedonianismo es un movimiento herético surgido a mediados  del siglo IV que debe su nombre al arzobispo de Constantinopla, Macedonio que, tras ser depuesto de su sede por su violencia, escribió en contra de la divinidad del Espíritu Santo. 
Surgido cuando la Iglesia se encontraba inmersa en las disputas teológicas provocadas por el arrianismo, que negaba la consustancialidad  del Hijo con el Padre y, por tanto, la divinidad de Jesucristo; el macedonianismo no negaba dicha consustancialidad, pero sí la del Espíritu Santo al que consideraban como una criatura del Hijo y en consecuencia inferior a este. Aunque otros dicen que consideraban al Espíritu Santo un ser único, ni Dios, ni criatura, (si existiera tal categoría).
Condenada formalmente como herética en 381 por el Primer Concilio de Constantinopla que se decretó, mediante la revisión del Credo niceno, que el Espíritu Santo era consustancial con el Padre y el Hijo, conformando las tres personas de La Santísima Trinidad.
Los seguidores de esta postura radical fueron también llamados pneumatómacos (adversarios del Espíritu).

Antes de la convocación del Primer Concilio de Constantinopla, San Atanasio de Alejandría organizó un concilio en Alejandría para combatir la postura de los pneumatómacos egipcios, apelando a la escritura y la razón para defender la fe católica (no parece que los macedonios tuvieran fundamentos en la tradición de la Iglesia, mas en las enseñanzas del anteriormente mencionado obispo Macedonio de Constantinopla). La escritura describe al Espíritu de Dios como el que concede la santificación y la vida, un ser de Dios que es inmutable, omnipresente y único, y, por ende, más que una criatura. El Espíritu Santo nos hace partícipes de Dios por  divinización (Theosis)  una prerrogativa que señala su propia divinidad. San Atanasio defiende su consubstancialidad con Dios Padre y Dios Hijo, razonando que si La Santísima Trinidad es eterna, homogénea e indivisible y el Espíritu es miembro de la Santa Trinidad, necesariamente es consubstancial con los otros dos. Sin embargo, como los demás católicos de la época, Atanasio no llamó Dios al Espíritu Santo, optando por decirlo "El Espíritu de Dios" sin negar su lugar en la Santísima Trinidad.